# Радьяр, Дэйн
Дэйн Радьяр, также Дейн Редьяр (англ. Dane Rudhyar; 23 марта 1895, Париж — 13 сентября 1985, Сан-Франциско) — писатель, композитор-модернист, художник-абстракционист, поэт, философ, один из наиболее значимых астрологов XX века.
Дэйн Радьяр — автор почти пятидесяти книг и сотен статей, большинство из которых посвящены астрологии, в рамках которой он положил начало гуманистическому и трансперсональному направлениям. На основе работ К. Г. Юнга Радьяр разработал психологический подход к астрологической интерпретации. 
Как композитор-модернист Радьяр считается одним из несправедливо забытых авторов, сыгравших не главную, но значительную роль в истории американской музыки 1920-х годов.

## Биография

### Франция. Человек-«семя». (1895—1916)
Дэйн Радьяр (при рождении Даниэль Шенневьер, Daniel Chenneviere) родился 23 марта 1895 года в Париже. Был одарённым ребёнком. В 12 лет перенёс серьёзную болезнь и операцию, подорвавшие его здоровье. В возрасте 16 лет окончил Сорбонну, став бакалавром философии. В течение нескольких лет посещал музыкальные курсы Парижской консерватории, однако не успел окончить её в связи с начавшейся в 1914 году Первой мировой войной.
В возрасте 18 лет, вдохновлённый Ф.Ницше и О.Шпенглером, Радьяр написал книгу о Клоде Дебюсси («Claude Debussy and His Work», 1913). В то же время начал писать музыку. В трёх его самых ранних из сохранившихся фортепианных пьесах и в струнном квартете видно влияние Дебюсси и позднего романтизма. В дальнейшем его музыкальный стиль стал более резким, изменившись после посещения премьеры в мае 1913 года «Весны священной» И.Стравинского, пророческой, по мнению Радьяра, работы.
Радьяр писал рецензии для местного журнала, короткое время работал секретарём у Огюста Родена, общался в артистической среде.
Философские исследования привели его к выводу, что бытие носит циклический характер. Радьяр полагал, что западная цивилизация находилась на осенней стадии увядания, а себя считал её порождением, «семенем», которому необходимо прорасти на новой и плодородной культурной почве. По этой причине в возрасте 21 года он отправился в «Новый Мир», Америку, с целью самореализации.

### Переезд в Америку. Музыкальный модернизм. (1916—1930)
В ноябре 1916 года Радьяр, получивший небольшое денежное наследство, приехал в Нью-Йорк.

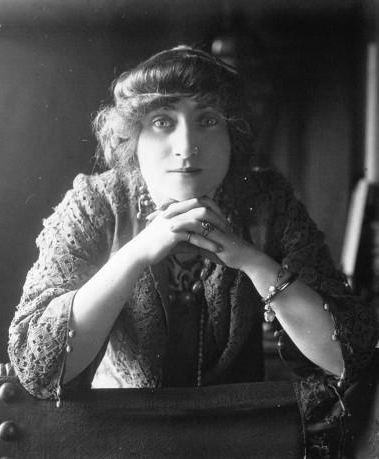
Валентина де Сен-Пуа

4 апреля 1917 года его оркестровые аранжировки и оригинальные композиции были исполнены в Метрополитен-опера на мультимедийном представлении танцовщицы Валентины де Сен-Пуа «Metachorie» — абстрактном синтезе танцевальных движений, поэзии, музыки, геометрических форм, цветов и запахов. В дальнейшем Радьяр утверждал, что это была самая радикальная музыка, которую можно было услышать в Америке в то время. Представление, премьера которого состоялась за два дня до объявления Америкой войны Германии, потерпело неудачу.
С 1917 по 1919 год проживал в Нью-Йорке и Филадельфии, а также Канаде, где он издал томик своих стихотворений и открыл для себя музыку А. Н. Скрябина. В январе 1920 года переехал в Калифорнию, где играл эпизодические роли в театре и кино, писал статьи на различные темы, открыл магазин восточных товаров. В 1922 году выиграл приз в 1000 долларов на написание оркестровой работы для Филармонического оркестра Лос-Анджелеса, однако написанная им композиция «Soul-Fires» так и не была исполнена, сочтённая слишком радикальной главным дирижёром оркестра.
В то же время Радьяр встретил Сасаки Роши (Sasaki Roshi), одного из первых японских учителей дзэн в Америке, который заинтересовал его изучением восточной философии и оккультизма. В те же годы Данниэль Шенневьер взял себе псевдоним Радьяр (Rudhyar), созвучный санскритскому корню IAST: rudra («активное действие») и имени ведийского бога Рудры. Его дальнейший интерес к востоку активизировался приобщением к  теософии и теософскому обществу, с которыми он познакомился, когда в 1920 году его попросили написать музыку для представления в штаб-квартире общества.
Радьяр сыграл заметную роль в истории американского модернизма, движения в классической музыке 1920-х годов. С 1922 года Радьяр был членом Международной гильдии композиторов, с 1925 — «Нового музыкального общества» Г.Коуэлла. На первом концерте общества было премьерное исполнение оркестровой работы Радьяра «The Surge of Fire» (1921). Его ранние произведения были мощными и экспрессивными, похожими в своей выразительности на работы Ф.Листа и А.Скрябина.
В конце 1920-х Радьяр написал немало крупных музыкальных работ, но все они за исключением «Five Stanzas» (1926) и «Sifonietta» (1928) были исполнены много позже. Сам же он немало концертировал по Калифорнии и не только, исполняя свои фортепианные произведения. Радьяр также писал статьи и книги по музыке, среди которых — «Dissonant Harmony» (1928), «Rebirth of Hindu Music» (1928), «The New Sense of Sound» (1930).
В 1926 году Радьяр стал гражданином США. В 1930 году женился на М.Контенто (Malya Contento).

### Знакомство с астрологией. «Астрология личности». (1931—1969)
К 1931 году из-за личных обстоятельств, проблем, обусловленных Великой Депрессией, и повторяющихся отказов по его обращениям за грантом в «Guggenheim Fellowship» о поддержке его работы, Радьяр фактически прекратил музыкальную деятельность.
С 1931 года он жил в Санта-Фе (Нью-Мексико) и Калифорнии, где и провёл большую часть своей жизни. В те же годы состоялось знакомство с Марком Эдмундом Джонсом, который заинтересовал Радьяра астрологией и передал ему откопированные на мимеографе лекции.

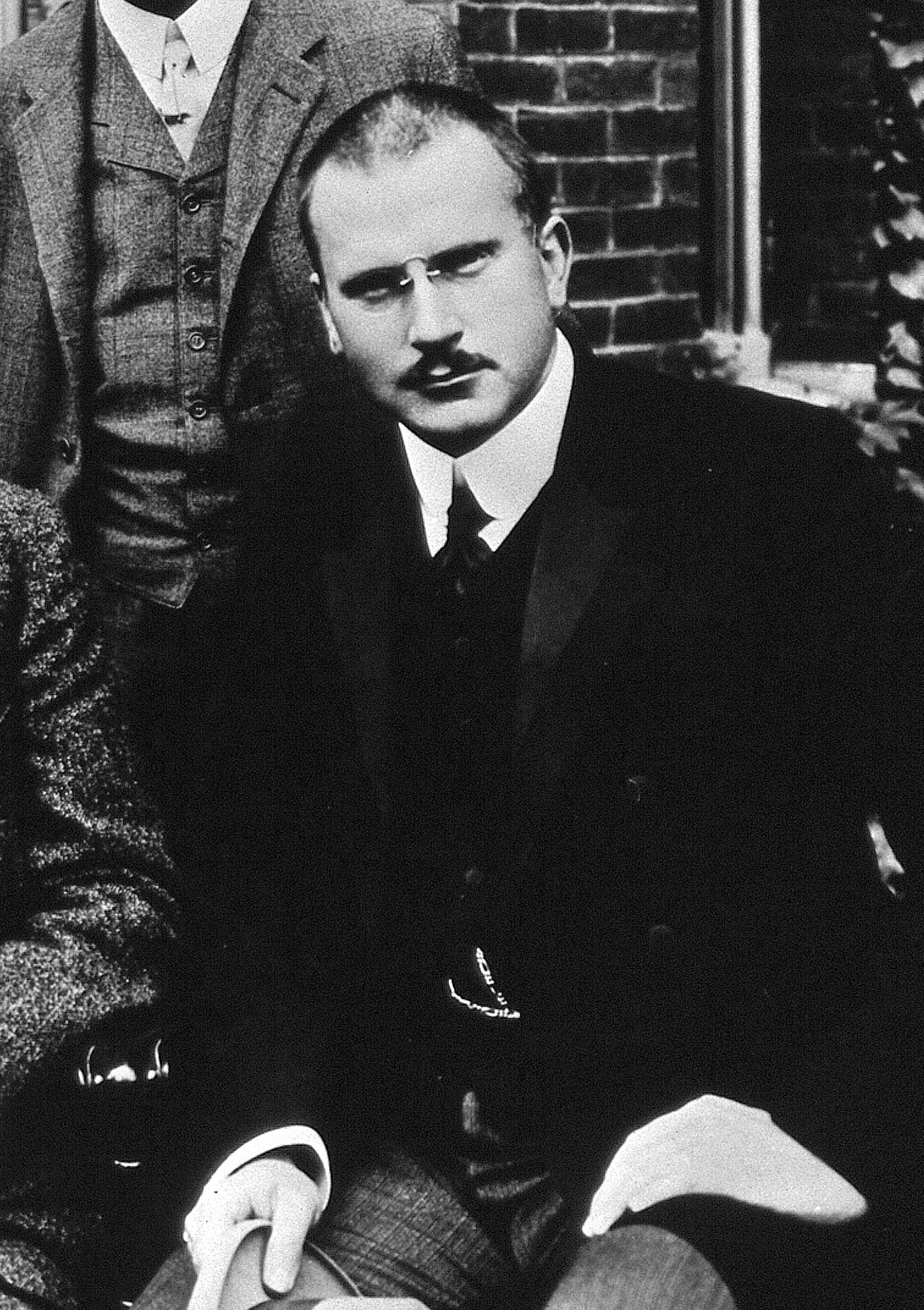
К. Г. Юнг

Постигая астрологию, Радьяр изучал психологические труды К. Г. Юнга и, находясь также под влиянием книги «Холизм и эволюция» (Holism and Evolution) Я.Смэтса, обдумывал объединение астрологии и аналитической психологии. К 1933 году он уже ежемесячно писал статьи для астрологических журналов American Astrology и Horoscope Magazine, а в 1936 году, воодушевлённый своим другом Алисой Бейли, подготовил монументальный труд «Астрология личности» (The Astrology of Personality). Предложенный Радьяром в книге подход к психологической интерпретации гороскопов принят многими практикующими астрологами.
В период с 1938 по 1954 год Радьяр сделал себе имя как абстрактный художник, в том числе участвовал в «Группе трансцендентальной живописи» и написал значительное число картин (маслом, акварелью и тушью).
В 1945 году Радьяр развёлся с первой женой. В 1945—1954 годах был женат на американской балерине, арт-терапевте и искусствоведе Ие Фешиной, дочери художника Николая Фешина. В 1964 году женой Радьяра стала Гейл Тана Уитхолл (Gail Tana Whithall), а в 1977 — Лейла Раэль (Leyla Rael), которая оставалась с ним до его смерти.
В 1949-1950-х годах пианист У.Масселос дал в Нью-Йорке ряд значимых концертов из работ Радьяра.

### Популярность. Писательская работа. Музыкальный ренессанс. (1970—1985)
С 1930-х годов Радьяр посвящал значительную часть своего времени астрологии, и большинство из его почти пятидесяти книг и сотен статей посвящено астрологии.
Долгие годы, находясь в почёте в астрологической среде, вне её Радьяр оставался неизвестным. Для заработка он писал статьи для журнала «American Astrology» и других. Однако в 1970-х с возникновением движения Нью-эйдж его книги стали печататься крупными издательствами, и среди первых книг была «Практика астрологии» («The Practice of Astrology»), изданная в 1970 году в Penguin Books.
Кроме книг по астрологии Радьяр был автором книг по философии («Rythm of Wholeness», 1983), эстетике и социальной критике («Culture, Crisis and Creativity», 1977), написал нескольких сборников стихотворений, два художественных произведения («Rania — An Epic Narrative», написанная в 1930 году, и «Return from No Return (A Paraphysical Novel)»).
Астрологические работы Радьяра оказывали влияние на движение Нью-эйдж в 1960—1970 годах, особенно на хиппи в Сан-Франциско, где он жил и давал частые лекции. Он написал несколько работ о «планетарном сознании» и философии Новой Эры, в 1972 году предположил, что астрологическая эра Водолея начнётся в 2062 году.
С середины 1970-х у Радьяра был плодотворный период в музыке. В 1976 году состоялась премьера его симфонической поэмы «Воин» (The Warrior), написанной им в 1921 году, в 1982 году опубликовал книгу о музыке «The Magic of Tone and the Art of Music». Благодаря помощи своей четвёртой жены Л.Раэль Радьяр завершил серию фортепианных композиций, два струнных квартета, пять больших оркестровых произведений и другие работы.
Дэйн Радьяр умер в возрасте 90 лет 13 сентября 1985 года в Сан-Франциско, Калифорния, США.

## Творчество

### В астрологии

#### Астрология личности
Книга, после которой Дэйн Радьяр стал признанным авторитетом в астрологии, была его первой книгой по этой теме: «Астрология личности» (The Astrology of Personality, 1936). Книга, вызвавшая восхищение у писателей Г.Миллера и А.Нин, была опубликована в издательстве А.Бейли Lucis Publishing и посвящена ей же.
В книге Радьяр постулировал, что звёзды не оказывают влияния на человеческую жизнь, но движение Солнца, Луны и планет по Зодиаку является символическим языком («алгеброй жизни»), с помощью которого можно описать психологические силы, действующие в человеческой личности. Таким образом Радьяр смещал фокус внимания от внешних событий, происходящих с личностью, к её внутренней жизни, делая акцент на свободе воли и возможности человека к индивидуации.
Радьяр утверждал, что астрология не является по существу предсказательной дисциплиной (тем более наукой), но скорее способствующей интуитивному прозрению. Он считается одним из астрологов, которые признают, что астрология — это оккультная практика.

#### Гуманистическая и трансперсональная астрология
Сначала Радьяр называл свой новый подход к интерпретации «гармонической астрологией» (harmonic astrology), но в дальнейшем переименовал его в «гуманистическую астрологию» (humanistic astrology). Это современное астрологическое движение отвергает научный подход к астрологии в пользу глубинной психологии, холистической и восточной философии. И именно благодаря Радьяру произошёл сдвиг в современной астрологии от предсказательной интерпретации гороскопов к психологической.
В 1969 году Радьяр основал Международный комитет гуманистической астрологии (International Committee for Humanistic Astrology). Последовавшая за этим декада была одним из самых плодотворных периодов его жизни. В этот же период он закладывал основы новой ветви астрологии, которая была сосредоточена на изучении изменённых и возвышенных состояний сознания, и которую он назвал «трансперсональной астрологией». Радьяр называется одним из первых, кто ввёл в употребление и определил термин «трансперсональный».

### В музыке
В своих музыкальных композициях Дэйн Радьяр, как правило, использовал диссонирующие гармонии. Однако его музыка отлична от работ А. Шёнберга, П. Булеза или А.Веберна и скорее напоминает «удивительную разновидность обогащённого консонанса». Радьяр описывал свою музыку как «синтонную» (syntonic), делая акцент на том, что она смакует фактическое звучание нот, а не связи между ними.
На музыкальное мышление Радьяра повлияли Анри Бергсон и теософия. Он рассматривал композиторов как медиумов, писав, что «новый композитор» это «больше не композитор-сочинитель, но вызывающий чувства маг. Его материал это его музыкальный инструмент, живая, таинственная сущность, наделённая своими собственными жизненными законами, насмешливая к схемам, пугающе живая».
Наиболее самобытную музыку Радьяр писал для фортепиано, в том числе серии «Tetragram» (1920-67) и «Pentagram» (1924-26), а также «Syntony» (1919-24) и «Granites» (1929). Среди самых известных его композиций называется «Stars». Радьяр оказал влияние на некоторых композиторов начала двадцатого века, включая Рут Кроуфорд, Карла Раглса, а также членов группы, собравшейся вокруг Генри Коуэлла, известной как «ультра-модернисты». Коуэлл отдал дань уважения Радьяру, написав пьесу для фортепиано «A Rudhyar» (1924).
Историки музыки отводят Радьяру роль «младшего, но значительного игрока второго состава» в драматической истории взаимодействия американской музыки и модернизма. Он считается одним из несправедливо забытых композиторов, чьё творчество трансформировало атмосферу американской музыки 1920-х годов.
В 1970-х музыка Радьяра была вновь открыта композиторами Д.Тенни и П.Гарлэндом (Peter Garland), который выразил мнение, что лучшие музыкальные работы Радьяра были «в 1920-х и… 1970-х!!!», то есть когда ему было уже больше 80 лет. Гарлэнд печатал статьи и партитуры Радьяра в своём журнале «Soundings», а в 1976 году в Калифорнийском государственном университете был проведён симпозиум, посвящённый творчеству композитора. Современный интерес вызывают его струнные квартеты 1979 года «Advent» и «Crisis and Overcoming». В 2009 году был выпущен диск «Four Pentagrams — Paeans — Granites» с композициями для фортепиано в исполнении Р.Сквиббса (Ron Squibbs).
В целом Радьяр относился к музыке как средству для духовного преобразования человека, и в этом видел свою цель как композитора.

### В живописи
В 1938—1941 годах Дэйн Радьяр состоял в «Группе трансцендентальной живописи» (Transcendental Painting Group) в Санта-Фе (Нью-Мексико). Идея трансцендентальной живописи заключалась в попытке передать красками психологические архетипы. Радьяр был избран вице-президентом группы, написал её манифест и статью «The Transcendental Movement in Painting». Картины Радьяра выставлялись в галерее Арсуна (Arsuna gallery), а также он использовал их в качестве иллюстраций для брошюр и книг по астрологии.

## Критика
Гуманистическая астрология Радьяра подвергается критике, также как и вся астрология в целом, за то, что лишает людей их рациональности, того, что является отличительной особенностью человека, в пользу символического бессознательного. По мнению Л. Е. Джерома, гуманистическая астрология Радьяра является самым эзотерическим направлением астрологии, и название «гуманистическая» для неё не является подходящим. Джером отмечает, что этот раздел астрологии склоняет современного человека погрузиться в архетипический символизм далёких предков, отдав свою психику на волю случайных влияний астрологической магии: «Для примитивного ума, верящего в магию и её действенность, достаточно всего лишь словесного намёка на куклу, проткнутую иголками, или на Сатурн, входящий в знак Скорпиона, чтобы вызвать болезнь или даже смерть». По мнению Джерома, преклоняться перед магическими «велениями звёзд», отказавшись от свободной воли и рациональности, это не то, что может себе позволить гуманист, заботящийся о благе человечества в современном мире.
Психолог И.Келли считает, что проблема всех работ Радьяра по астрологии состоит в том, что он туманно излагает свои идеи и, возможно, намеренно путано. И несмотря на то, что цель гуманистической астрологии состоит в помощи людям жить более богатой и осмысленной жизнью, символизм, используемый Радьяром, имеет столь неясное значение, что непонятно каким образом индивидуум может наполнить свою жизнь более богатым смыслом с его помощью.

## Избранная библиография работ

### Публикации на языке первоиздания
- Chennevière, Daniel. Claude Debussy et Son Oeuvre. — Paris: Durand.
- Rudhyar, Dane. Rhapsodies. — Ottawa: Imprimerie Beauregard, 1919.
- Rudhyar, Dane. The Birth of the Twentieth Century Piano: Concerning John Hays Hammond’s New Device // Eolus. — 1926. — С. 14—17.
- Rudhyar, Dane. Toward Man: Poems. — Carmel: The Seven Arts, 1928.
- Rudhyar, Dane. Dissonant Harmony: A New Principle of Musical and Social Organization. — Carmel: Hamsa Publications, 1928.
- Rudhyar, Dane. The Rebirth of Hindu Music. — Adyar, Madras: Theosophical House, 1928.
- Rudhyar, Dane. The New Sense Of Space: A Reorientation of the Creative Faculty in Man. — Carmel: Hamsa Publications, 1929.
- Rudhyar, Dane. The Cycle of Culture and Sacrifice. — Carmel: Hamsa Publications, 1929.
- Rudhyar, Dane. Art of Gestures and Art of Patterns. — Carmel: Hamsa Publications, 1929.
- Rudhyar, Dane. Art as Release of Power. — Carmel: Hamsa Publications, 1929.
- Rudhyar, Dane. Synthetic Drama as a Seed of Civilization. — Carmel: Hamsa Publications, 1929.
- Rudhyar, Dane. Education, Instruction, Initiation. — 1929.
- Rudhyar, Dane. The New Individual and the Work of Civilization. — Carmel: Hamsa Publications, 1930.
- Rudhyar, Dane. Art as Release of Power: A Series of Seven Essays on the Philosophy of Art. — Carmel: Hamsa, 1930.
- Rudhyar, Dane. The Astrology of Personality: A Reformulation of Astrological Concepts and Ideals, in Terms of Contemporary Psychology and Philosophy. — New York: Lucis Publishing, 1936.
- Rudhyar, Dane. New Mansions For New Men. — New York: Lucis Publishing, 1938.
- Rudhyar, Dane. The Faith That Gives Meaning To Victory. — Hollywood: Foundation for Human Integration, 1942.
- Rudhyar, Dane. Modern Man’s Conflicts: The Creative Challenge of a Global Society. — New York: Philosophical Library, 1948.
- Rudhyar, Dane. Gifts Of The Spirit. — Los Angeles: New Age Publishing, 1956.
- Rudhyar, Dane. The Pulse of Life. New Dynamics in Astrology. — The Netherlands: Servire-Wassenaar, 1963.
- Rudhyar, Dane. The Lunation Cycle. A Key to the Understanding of Personality. — The Hague, Netherlands: Servire, 1967.
- Rudhyar, Dane. Astrology For New Minds: A Non-dualistic Harmonic Approach to Astrological Charts and to the Relation Between Man and the Universe. — Lakemont, Georgia: CSA Press, 1969.
- Rudhyar, Dane. The Practice of Astrology. — New York: Penguin Books, 1970.
- Rudhyar, Dane. The Astrological Houses: The Spectrum of Individual Experience. — Garden City, New York: Doubleday, 1972.
- Rudhyar, Dane. Person-centered Astrology. — Lakemont, Ga.: CSA Press, 1972.
- Rudhyar, Dane. The Planetarization of Consciousness. — New York: Harper, 1972.
- Rudhyar, Dane. Astrological Timing: The Transition to the New Age. — New York: Harper & Row, 1972.
- Rudhyar, Dane. An Astrological Mandala: The Cycle of Transformations and Its 360 Symbolic Phases. — 1973.
- Rudhyar, Dane. The Rhythm of Human Fulfillment:In Tune with Cosmic Cycles. — Palo Alto, California: The Seed Center, 1973.
- Rudhyar, Dane. The Astrology of America’s Destiny: A Birth Chart for the United States of America. — New York: Random House, 1974.
- Rudhyar, Dane. The Sun Is Also A Star: The Galactic Dimension of Astrology. — New York: Dutton, 1975.
- Rudhyar, Dane. From Humanistic to Transpersonal Astrology. — Palo Alto, California: The Seed Center, 1975.
- Rudhyar, Dane. Occult Preparations for the New Age. — Wheaton, Ill.: Theosophical Publishing House, 1975.
- Rudhyar, Dane. The Astrology of Transformation: A Multilevel Approach. — Wheaton, Ill.: Theosophical Publishing House, 1980.
- Rudhyar, Dane. The Magic of Tone and the Art of Music. — Boulder, CO: Shambala, 1982.
- Rudhyar, Dane. Rhythm of Wholeness: A Total Affirmation of Being. — Wheaton, Ill.: Theosophical Publishing House, 1983.

### Публикации на русском языке
- Радьяр Д. Астрологическая психология. — Новосибирск: МП "Издательство "Гермес", 1994. — 576 с. — ISBN 5-86750-016-0. (перевод книг «Астрология личности» и «Планеты и личности»)
- Радьяр Д. Астрология личности. — Антарис, 1991. — 352 с. — ISBN 5-87386-001-7.
- Радьяр Д. Планетаризация сознания. — REFL - book, 1995. — 304 с. — ISBN 5-87983-024-1.
- Радьяр Д. Астрология трансформации. Многоуровневый подход. — МОКША, 2001. — 224 с. — ISBN 5-8356-0542-6.
- Радьяр Д., Радьяр Л.Р. Лунный цикл: Ключ к пониманию личности. Фазы луны в астрологическом руководстве. — Центр астрологических исследований, 1993. — 196 с. — ISBN 5-86721-065-0.
- Радьяр Д. Планеты и личности. Астрологическое изучение психологических комплексов и эмоциональных проблем. — Рипол Классик, 2002. — С. 192. — ISBN 5-7905-1517-7.
- Радьяр Д. Личностно-ориентированная астрология. — Центр астрологических исследований, 1994. — 304 с.
- Редьяр Д. Роберто Ассаджиоли и психосинтез // Журнал «Урания». — М., 1991, No 2.
- Радьяр Д. Два уровня любви (Two levels of love).

### Музыкальные произведения
- Prayer, Lament, Death March — для фортепиано (1913—1914)
- Dark Passage — для голоса и камерного оркестра (1914)
- Three melodies for flute — для флейты, фиолончели и фортепиано (1918, 1974)
- Trois Chansons de Bilitis — для меццо-сопрано и камерного ансамбля (1918, 1981)
- Trois Poemes Tragiques — для меццо-сопрано или баритона, фортепиано и скрипки (текст Д.Радьяра) (1918, 1979)
- From the Unreal Lead Us to the Real (1919—1921)
- Three poems — для скрипки и фортепиано (1919—1921)
- Syntony — для фортепиано (1919—1934, 1967)
- Tetragrams — для фортепиано (1920—1929)
- The Warrior — для фортепиано и оркестра (1920)
- The surge of Fire (1921)
- Poems of Youth (1921—1933, переписаны в 1983—1984)
- Pentagrams — для фортепиано (1924—1926)
- Five Stanzas — для струнного оркестра (1926)
- Solitude (1926; 1950)
- Three Paeans — для фортепиано (1927)
- Sinfonietta (1928; 1979)
- Emergence (1929; 1948)
- Granites — для фортепиано (1929)
- Thresholds (1954—1955)
- Summer Nights — для фортепиано (1967)
- Theurgy — для фортепиано (1976)
- Transmutation — для фортепиано (1976)
- Advent — струнный квартет (1977)
- Autumn — для фортепиано (1977)
- Dialogues — для камерного оркестра (1977)
- Encounter — для фортепиано и оркестра (1977)
- Nostalgia — для камерного ансамбля (1977; 1983)
- Three Cantos — для фортепиано (1977)
- Epic Poem — для фортепиано (1978)
- Crisis and Overcoming — струнный квартет (1979)
- Cosmic Cycle (1981)
- Rite of Transcendence — для фортепиано (1981)
- Out of the Darkness (1982)
- Processional — для фортепиано (1983)

### Аудиодиски
- Dane Rudhyar Syntony/Pentagram III for Piano. — Orion.
- Dane Rudhyar Five Stanzas for String Orchestra (1927), Epic Poem for Piano (1979). — CP2, 1983.
- Dane Rudhyar Advent for String Quartet (1976) / Crisis and Overcoming for String Quartet (1978). — CRI, 1992.
- Dane Rudhyar Works for Piano (исп. Steffen Schleiermacher). — HAT HUT Records Ltd., 2004.
- Dane Rudhyar Four Pentagrams — Paeans — Granites (исп. Ron Squibbs). — Aucourant Records, 2009.

### Аудиолекции
- Rudhyar Audio Archives (англ.). — Аудиозаписи лекций Д.Радьяра по астрологии, философии, поэзии и музыке. Дата обращения: 15 ноября 2011. Архивировано 17 мая 2012 года.

## Комментарии
1. ↑  Rhudyar D. [http://www.khaldea.com/rudhyar/rania/index.php Rania: an epic narrative]. — Unity Press, 1973. — 202 с. — ISBN 9780913300114.
 Сюжет произведения: напряжённая драматическая история эволюции женской души. Извилистый путь Рании (Rania) в поисках духовной силы помогает ей в её финальной битве с Силами Тьмы.
2. ↑  Rhudyar D. Return from No Return. — Palo Alto: Seed Center, 1973. — 165 с. — ISBN 9780913300114.
 Сюжет произведения: действие происходит в 22 веке на Земле, единое мировое правительство которой осуществляет мирное исследование Космоса. Возвышенно настроенный астронавт соглашается предпринять опасную миссию-путешествие за предел, который не смогли преодолеть все предыдущие исследователи. Он телепатически общается со своей женой, рассказывая о подготовке к эксперименту.
3. ↑  Направление в психологии, имеющее тот же предмет исследования, тоже называется трансперсональной.
4. ↑  «amazing sort of fortified consonance»
5. ↑  «the new composer» was «no longer a 'composer,' but an evoker, a magician. His material is his musical instrument, a living thing, a mysterious entity endowed with vital laws of its own, sneering at formulas, fearfully alive.»
6. ↑  «To the primitive mind, which believes in magic and its workings, just the verbal hint of a doll stuck through with pins--or Saturn entering Scorpio--may be sufficient to produce illness and even death»